# کلوچ
کلوچ یک روستا در ایران است که در دهستان درام در شهرستان طارم واقع شده‌ است. کلوچ ۴۳۵ نفر جمعیت دارد.